# Битва в Дюнах
Битва в Дюнах (фр. Bataille des Dunes), известная также как битва при Дюнкерке, произошла 14 июня 1658 года во время франко-испанской войны (а равно англо-испанской войны). Завершилась победой французских войск маршала Тюренна над испанскими войсками Хуана Австрийского и принца Луи де Конде.

## Ход сражения
Около 10 июня 1658 года испанская армия выступила из Ипра и 13 июня расположилась лагерем на берегу моря к северо-востоку от Дюнкерка. Узнав об их присутствии, Тюренн решил атаковать первым. Поэтому он оставил под городскими стенами значительные силы пехоты и артиллерии, а сам — во главе 6000 пехоты и 9000 конницы — выступил навстречу противнику.
Испанская армия была развернута перпендикулярно побережью, при этом большая часть войск стояла на песчаных дюнах, граничащих с пляжем. Их левое (южное) крыло располагалось над дорогой, ведущей в Дюнкерк, и упиралось в идущий в том же направлении судоходный канал Фурнес-Дюнкерк. Правое крыло занимала испанская пехота, в центре стояли английские роялисты, а левое крыло занимали смешанные немецко-валлонско-французские войска Конде. В тылу располагалось 30 кавалерийских эскадронов. Главным бастионом представляла собой выдающаяся дюна высотой 50 метров, которую должны были защищать опытные в боях испанские ветераны.
Тюренн разместил свою пехоту перед испанскими позициями, но разделил свою кавалерию на две ударные группы на флангах, по 40 эскадронов в каждой. Его поддерживала корабельная артиллерия английской эскадры, которая с самого начала боя обстреливала позиции противника.
Англо-французские войска прибыли на поле боя около 8:00. Тюренн планировал остановить войска на расстоянии около полукилометра от линии противника, перестроиться и только потом атаковать. Он не учел боевой дух, охвативший английских «красных жилетов» на левом фланге. Солдаты Кромвеля не остановились, а продолжали двигаться (иногда на четвереньках) вверх по крутой песчаной дюне. Когда несколько из них пали от пуль противника, они бросились в атаку и, несмотря на значительные потери, захватили вершину дюны. Контратака кавалерии, за которой следовали кавалерия и пехота, была отбита, а удар французской кавалерии вдоль пляжа заставил центр роялистов, а за ним и силы Конде, бежать. Немцы и валлонцы, стоявшие в центре, отступили при атаке французской пехоты, повергнув испанскую кавалерию, бывшую в резерве, в беспорядок, которая также обратилась в бегство.
В 12 часов дня сражение было окончено. Испанцы потеряли 1000 человек убитыми и более 5000 пленными, французы и англичане — 400 человек, в основном «красных жилетов».

## Результаты
«Удачные действия Тюренна изумительны, и талантливое пользование им всеми средствами, которые могли закрепить за ним успех, превосходит все, до сих пор нами встреченное. Приливом он воспользовался, чтобы иметь поддержку от огня английского флота, а отливом — чтобы обойти фланг неприятеля».
Это поражение решило судьбу города Дюнкерка, и 14 июня он сдался французским войскам. Кардинал Мазарини передал город англичанам в соответствии с договором.
Через год между Францией и Испанией был заключён Пиренейский мир.